# 1989年12月逝世人物列表
1989年逝世人物列表：1月 - 2月 - 3月 - 4月 - 5月 - 6月 - 7月 - 8月 - 9月 - 10月 - 11月 - 12月
1989年12月逝世人物列表，是用於匯總1989年12月期間逝世人物的列表。

## 依日期排序

### 1日
- 阿爾文·艾利（Alvin Ailey），58歲，美國舞蹈家、導演、編舞家和愛滋病活動家。[1]
- 達尼洛·阿蒂恩扎（Danilo Atienza），38歲，菲律賓空軍菲律賓飛行員，飛機失事。
- Michał Antoniewicz，92歲，波蘭馬術運動員，兩枚奧運獎牌得主。[2]
- 安德列·查理斯·比勒，93歲，瑞士裔加拿大畫家。
- 比利·萊爾，36歲，蘇格蘭歌手、鍵盤手和長笛手，愛滋病。[3]
- 尼古拉·帕托利切夫，81歲，蘇聯政治家。[4]
- 比爾·斯托特，62歲，美國記者，心臟驟停。
- 米切爾·烏科維奇，74歲，美式足球運動員。[5]
- William Vandivert，77歲，美國攝影師。

### 2日
- 卡爾-埃裡克·阿爾伯茨（Karl-Erik Alberts），78歲，瑞典電影攝影師。
- 哈蘭德·巴塞洛繆（Harland Bartholomew），100歲，美國土木工程師和城市規劃師，密蘇里州聖路易斯市，他的計劃旨在促進種族隔離。[6]
- Keith Ewert，71歲，澳大利亞政治家。
- 奧爾德裡奇·漢奇，74歲，捷克斯洛伐克奧運會速度滑冰運動員（1936年）。[7]
- 露絲·瑪麗·雷諾茲，73歲，美國政治活動家。[8]
- 理查·香農，69歲，美國演員。
- 威廉·泰勒，85歲，英國考古學家。[9]

### 3日
- 苏鲁-米冈·阿皮蒂，76歲，貝南政治家，達荷美（貝南）總統。[10]
- 馬里奧·阿斯托裡，69歲，義大利足球運動員。[11]
- Connie B. Gay，75歲，美國鄉村音樂家，癌症。
- 费尔南多·马丁，27歲，西班牙籃球運動員，五次游泳冠軍，交通事故。[12]
- Jean-Paul Moulinot，77歲，法國演員。[13]
- 亞歷山大·奧布霍夫，71歲，俄羅斯物理學家。
- 魏平澳，60歲，中國演員。
- Carlo Rim，86歲，法國電影製片人。[14]
- 尼哈爾·席爾瓦，35歲，斯裡蘭卡喜劇演員和演員，被槍殺。

### 4日
- 傑拉爾德·卡森（Gerald Carson），90歲，美國廣告主管，社會歷史學家和作家。
- 埃爾文·鐘斯男爵埃爾文·鐘斯，80歲，威爾士大律師和政治家。[15]
- 埃米尔·让森斯（Émile Janssens），87歲，比利時殖民官員和軍官。
- 史蒂夫·倫博（Steve Lembo），63歲，美國職業棒球大聯盟球員。[16]
- 何塞·瑪麗亞·貝拉斯科·邁達納，89歲，玻利維亞電影導演、作曲家、指揮家、演員、畫家和舞蹈家。
- 安杰拉·鲁杰罗（Angelo Ruggiero），49歲，美國黑幫，甘比諾犯罪家族成員，癌症。[17]
- 梅·斯文森（May Swenson），76歲，美國詩人和劇作家。[18]

### 5日
- 胡安·曼努埃爾·阿庫尼亞，68歲，智利足球運動員。
- 愛德華多·阿瑪律迪，81歲，義大利物理學家。[19]
- 內森·哈金斯，62歲，美國歷史學家。[20]
- 索菲婭·卡利斯特拉托娃，82歲，蘇聯律師和人權活動家。
- 李可染，82歲，中國畫家、藝術教育家，心臟病發作。[21]
- 喬治·馬欽，66歲，英國政治家。
- 塔德烏什·米克薩，63歲，波蘭足球運動員。
- 約翰·普里查德，68歲，英國指揮家，三藩市歌劇院音樂總監，肺癌。[22]
- 乔治·塞尔登（George Selden），60歲，美國作家。[23]

### 6日
- 弗朗西丝·巴维尔，86歲，美國女演員，心力衰竭。[24]
- C. L. Dellums，89歲，美國勞工活動家。[25]
- 薩米·費恩，87歲，美國作曲家，音樂家和歌手（《愛麗絲夢遊仙境》，《彼得潘》，《不可思議的林佩特先生》），心臟病發作。[26]
- 大衛·哈德曼，88歲，英國政治家。
- 羅爾夫·約翰內森，89歲，德國海軍上將。
- Marc Lépine，25歲，加拿大大屠殺犯（巴黎綜合理工學院大屠殺），中彈自殺。
- 梅麗娜·馬努奇安，75-76歲，法裔亞美尼亞人，Missak Manouchian的遺孀。[27]
- 阿蒂·威廉·帕克斯，78歲，美國棒球運動員。[28]
- 尊·披，77歲，美國電影演員，充血性心力衰竭。[29]
- Ćamil Sijarić，75歲，南斯拉夫作家，交通事故。[30]

### 7日
- Haystacks Calhoun，55歲，美國職業摔跤手，糖尿病。
- 菲爾·多克斯，34歲，美式橄欖球運動員，心力衰竭。[31]
- 漢斯·哈通，85歲，德裔法國抽象畫家和士兵。[32]
- Lucien Le Guével，74歲，法國自行車賽車手。[33]
- 卡洛斯·德盧納，27歲，美國被定罪的殺人犯，被注射死刑。
- 斯圖爾特·諾文斯，75歲，美國電視記者，呼吸衰竭。[34]
- 西裡瑪，25歲，英國歌手，被刺傷。
- 瓦迪姆·斯皮里多諾夫，45歲，蘇聯演員和電影導演，心力衰竭。[35]
- 路易士·卡爾德隆·維加，78歲，墨西哥政治家和作家。[36]
- 梅爾基奧爾·韋澤爾，86歲，瑞士體操運動員。[37]

### 8日
- 阿爾伯特·巴雷特，86歲，英格蘭足球運動員。
- 西蒙·達特納，87歲，波蘭歷史學家和大屠殺倖存者。[38]
- Max Grundig，81歲，德國商人（Grundig）。[39]
- 尼古拉·利維茨基，82歲，蘇聯烏克蘭政治家，流亡總統（自1967年起）。
- 斯坦利·斯坦古特，69歲，美國政治家，肺癌。[40]

### 9日
- 佈雷特·奧斯丁，30歲，紐西蘭游泳運動員和奧運選手。
- 愛德華·布勞斯坦（Edward J. Bloustein），64歲，美國人，羅格斯大學校長。[41]
- Gunnar Bøe，72歲，挪威政治家和經濟學家。
- 威廉·P·恩尼斯（William P. Ennis），85歲，美國陸軍中將。[42]
- 巴茲爾·海沃德（Basil Hayward），61歲，英國足球運動員和經理，心臟病發作。[43]
- 開高健，58歲，日本小說家、短篇小說家、散文家、文學評論家和電視紀錄片作家，食道癌。
- 道格·斯科維爾（Doug Scovil），62歲，美式橄欖球運動員和教練，心臟病發作。[44]
- S. Somasundaram，70歲，印度歌手。
- R.G.斯普林斯汀，85歲，美國B級電影和電視導演。[45]

### 10日
- 弗蘭克·貝克，71歲，英格蘭足球運動員。[46]
- 薩姆·巴卡斯，79歲，英格蘭足球運動員。[47]
- 保羅·科拉爾，98歲，比利時音樂學家、鋼琴家和指揮家。[48]
- 喬治·埃德蒙茲，96歲，英格蘭足球運動員。
- 尼科·加德納，83歲，英國橋牌運動員。
- 弗雷德里克·赫奇斯，86歲，加拿大奧運賽艇運動員（1928年）。[49]
- 羅賓休斯，69歲，英國演員，肝病。
- 史蒂夫·塞博，75歲，美國運動員和教練。[50]
- 哈羅德·湯瑪斯，75歲，威爾士橄欖球運動員。[51]
- 黄镇，80歲，中國政治家。[52]

### 11日
- 卡洛斯·阿爾馬拉茲，48歲，墨西哥裔美國藝術家，愛滋病患者。[53]
- 琳賽·哥羅士比，51歲，美國演員，冰·哥羅士比的兒子，中彈自殺。[54]
- Louise Dahl-Wolfe，94歲，美國攝影師，肺炎。[55]
- 霍華德·朗，78歲，英國演員。
- 亨利·沙德伯格（Henry C. Schadeberg），72歲，美國政治家，美國眾議院議員。

### 12日
- 卡洛斯·巴拉爾，61歲，西班牙詩人、政治家和出版商，腹主動脈瘤。[56]
- 席德·科林，74歲，英國編劇。[57]
- 海倫·克賴頓，90歲，加拿大民俗學家。[58]
- 比爾·甘迺迪，77歲，蘇格蘭足球運動員。[59]
- 田河水泡，90歲，日本漫畫家。[60]

### 13日
- 保羅·克勞（Paul Crowe），65歲，美國NFL橄欖球運動員。[61]
- 彼得·伯納德·大衛·德拉馬雷（Peter Bernard David de la Mare），69歲，紐西蘭物理有機化學家。
- 蜜雪兒·法內利（Michele Fanelli），82歲，義大利長跑運動員和奧運選手。[62]
- 薩米·勒納（Sammy Lerner），86歲，羅馬尼亞出生的美國音樂劇和電影詞曲作者，癌症。[63]
- 菲利克斯·麥格羅根，75歲，蘇格蘭足球運動員。[64]
- 斯坦·蘭德爾，81歲，加拿大政治家。

### 14日
- Lucien Aguettand，88歲，法國藝術總監。[65]
- 魯本·貝內特，75歲，蘇格蘭足球運動員和經理。
- Robert D. Blue，91歲，美國政治家，愛荷華州州長（1945-1949），中風。
- 納西索·布斯克茨，58歲，墨西哥演員和配音。[66]
- Ants Eskola，81歲，蘇聯和愛沙尼亞演員。
- 格裡·希利，76歲，英國政治活動家。
- 勝間田清一，81歲，日本政治家。
- 喬克·馬奧尼（Jock Mahoney），70歲，美國演員和特技演員，中風。[67]
- 弗雷德里克·諾爾廷（Frederick Nolting），78歲，美國外交官，美國駐南越南大使。[68]
- 喬治·普瓦圖（Georges Poitou），63歲，法國數學家。[69]
- 安德烈·德米特里耶维奇·萨哈罗夫（Andrei Sakharov），68歲，蘇聯核物理學家，持不同政見者，人權活動家和諾貝爾物理學獎獲得者，擴張型心肌病。[70]
- 霍華德·沃爾頓（Howard Walton），73歲，英國網球運動員。

### 15日
- 安德斯·安德森，52歲，瑞典冰球運動員。[71]
- 本·巴茲曼，79歲，加拿大記者和編劇。[72]
- 埃米爾·德·安東尼奧，70歲，美國紀錄片導演，心臟病發作。
- 何塞·貢薩洛·羅德裡格斯·加查，42歲，哥倫比亞毒梟（麥德林卡特爾），被槍殺。[73]
- 查理斯·霍蘭德，81歲，英國自行車賽車手。[74]
- Philly Lutaaya，38歲，烏干達音樂家，愛滋病。
- 阿諾德·莫斯，79歲，美國演員，肺癌。[75]
- 迪普滕杜·普拉曼尼克，79歲，印度電影名人。
- Vanja Sutlić，64歲，南斯拉夫哲學家。[76]
- 愛德華·安德當，81歲，英國演員。[77]
- Ali Şen，80歲，土耳其演員。[78]

### 16日
- 奧斯卡·阿爾弗雷多·加爾維斯，76歲，阿根廷賽車手，患有胰腺癌。
- 查理·朗，51歲，美式橄欖球運動員。
- 西尔瓦娜·曼加诺，59歲，義大利女演員、舞蹈家和模特，肺癌患者。[79]
- 詹尼·波吉（Gianni Poggi），68歲，義大利男高音。[80]
- 愛琳·普林格爾（Aileen Pringle），94歲，美國舞臺和無聲銀幕女演員。[81]
- 約翰·拉姆斯博瑟姆（John Ramsbotham），83歲，英國聖公會神職人員。
- 勒內·塔維尼耶（René Tavernier），74歲，法國詩人和哲學家。[82]
- 李·范克里夫，64歲，美國演員，心臟病發作。[83]
- 羅伯特·史密斯·萬斯，58歲，美國法官，被信件炸彈暗殺。
- 瑪喬麗·韋斯特伯里（Marjorie Westbury），84歲，英國廣播女演員和歌手。
- 普莉希拉·懷特（Priscilla White），89歲，美國糖尿病研究員，心臟病發作。[84]

### 17日
- 吉伯特·阿拉特（Gilbert Allart），87歲，法國跨欄運動員和奧運選手。[85]
- 沃爾特·巴赫拉赫（Walt Bachrach），85歲，美國商人，律師和共和黨政治家，辛辛那提市長，中風。
- 愛德華·博伊德（Edward Boyd），72-73歲，蘇格蘭作家。[86]
- 澤布·伊頓（Zeb Eaton），69歲，美國職業棒球大聯盟球員。[87]
- 古斯塔夫·恩格爾（Gustav Engel），96歲，德國歷史學家。
- 約瑟芬·希爾（Josephine Hill），90歲，美國無聲銀幕女演員。
- 阿森·潘切夫，83歲，保加利亞國際足球運動員。[88]
- 盧西亞諾·薩爾斯（Luciano Salce），67歲，義大利電影導演，喜劇演員，電視節目主持人，製片人，演員和作詞家，心臟病發作，黑色素瘤。
- 格奧爾基·弗拉德斯庫-雷科阿薩，94歲，羅馬尼亞社會學家、記者和外交官。
- 阿爾伯特·科迪·韋德邁爾（Albert Coady Wedemeyer），93歲，美國陸軍上將。[89]

### 18日
- 布拉德·貝克曼，24歲，美國橄欖球運動員，交通事故。[90]
- 奧爾文·布羅根，89歲，英國考古學家。[91]
- 鮑比·卡波，67歲，波多黎各音樂家，心臟病發作。[92]
- 喬治·哈威-瓦特，86歲，英國大律師和政治家。
- 悉尼·歐文，71歲，英國政治家。
- Enar Josefsson，73歲，瑞典越野滑雪運動員和奧運獎牌得主。[93]
- 傑克·基爾派翠克，72歲，英國冰球運動員和奧運會金牌得主。[94]
- 路易絲·利特爾（Louise Little），91-95歲，格林納達出生的美國活動家，瑪律科姆·X（Malcolm X）的母親。
- Jerzy Rutkowski，75歲，波蘭政治活動家和抵抗戰士。
- 斯坦利·塞納納亞克，72歲，斯里蘭卡警官，斯裡蘭卡警察總監。
- 讓·施特勞斯，77歲，77歲，盧森堡短距離皮划艇運動員和奧運選手。[95]

### 19日
- 赫伯特·布萊茲（Herbert Blaize），71歲，格林納達政治家，格林納達總理，前列腺癌。
- 奧黛麗·克裡斯蒂（Audrey Christie），77歲，美國女演員，歌手和舞者，肺氣腫。[96]
- 阿卜杜勒·賈利勒·喬杜里（Abdul Jalil Choudhury），63-64歲，孟加拉文德奧班迪伊斯蘭學者、教師和政治家。
- 巴托爾德·弗萊斯（Barthold Fles），87歲，荷蘭出生的美國文學經紀人和作家，糖尿病患者。[97]
- 斯特拉·吉本斯（Stella Gibbons），87歲，英國作家、記者和詩人。[98]
- 約翰·赫德爾（John Heddle），46歲，英國政治家，一氧化碳中毒自殺。
- 弗洛德·鐘斯（Floyd Jones），72歲，美國藍調音樂家，心力衰竭。[99]
- Preben Mahrt，69歲，丹麥電影演員。
- 基里尔·马祖罗夫，75歲，蘇聯政治家，白俄羅斯共產黨第一書記。
- Georges Rouquier，80歲，法國電影導演、編劇和演員。[100]
- Óndra Łysohorsky，84歲，捷克斯洛伐克詩人。

### 20日
- 楼福卿，81岁，中国银行家。
- Kurt Böhme，81歲，德國貝斯。[101]
- Elisheva Cohen，78歲，德裔以色列設計師和博物館館長。[102]
- 金特裡·克羅威爾，57歲，美國政治家，中槍自殺。
- 唐納德·L·麥克福爾，32歲，美國海軍海豹突擊隊員，在戰鬥中陣亡。

### 21日
- 休·埃利奧特爵士，76歲，英國鳥類學家和世襲貴族。[103]
- 揚·西克爾，78歲，斯洛伐克作曲家。[104]
- Rotimi Fani-Kayode，34歲，奈及利亞裔英國攝影師，愛滋病。[105]
- 艾爾西·格裡芬（Elsie Griffin），94歲，英國歌劇歌手。[106]
- 哈裡·希布斯（Harry Hibbs），47歲，加拿大音樂家，癌症。
- 拉爾夫·施瓦布（Ralph “Blackie” Schwamb），63歲，美國職業棒球大聯盟球員，被定罪的殺人犯。[107]
- Soedjatmoko，67歲，印尼政治家和外交官，心臟驟停。[108]
- 埃塞爾·斯旺貝克，96歲，美國政治家。
- 何塞·扎卡里亞斯·塔萊特，96歲，古巴作家。[109]
- Dwane Wallace，78歲，美國飛機設計師，塞斯納總裁兼董事長。

### 22日
- 撒母耳·貝克特，83歲，愛爾蘭小說家、劇作家和短篇小說作家，肺氣腫。[110]
- 霍華德·鮑恩，81歲，美國經濟學家。[111]
- 西奧多·M·伯頓，82歲，美國摩門教總權威。[112]
- 阿奇·坎貝爾，86歲，美國棒球運動員。[113]
- 喬治·卡瓦隆，85歲，義大利裔美國抽象藝術家。[114]
- 哈裡·克拉夫，82歲，美國政治家。[115]
- 瓦西里·米列亚，62歲，羅馬尼亞將軍和政治家，自殺。[116]
- 古斯塔沃·皮薩羅，73歲，智利足球運動員。[117]
- 馬西莫·塞拉托，73歲，義大利演員，心臟病發作。[118]

### 23日
- 傑夫亞歷山大，79歲，美國作曲家，癌症。[119]
- 彼得·貝內特，72歲，英國演員。
- Milko Gaydarski，43歲，保加利亞足球運動員。[120]
- 沙赫扎德·哈利勒，45歲，巴基斯坦電視製片人，心臟病發作。
- 理查·拉多，83歲，德裔英國數學家。[121]
- 倫納特·斯特蘭德伯格，74歲，瑞典奧運短跑運動員（1936年）。[122]

### 24日
- 第11代德羅赫達伯爵查理斯·摩爾，79歲，英國世襲貴族。
- 維克多·豐塔納，41歲，羅馬尼亞冬季兩項運動員和奧運選手，射擊。[123]
- 歐內斯特·內森·莫里亞爾，60歲，美國政治家，心臟病發作。
- Florică Murariu，34歲，羅馬尼亞橄欖球運動員，射門。
- 羅傑·皮戈特（Roger Pigaut），70歲，法國演員和電影導演，心血管疾病。[124]
- 奧利·薩瓦茨基（Ollie Savatsky），78歲，美國橄欖球運動員。[125]

### 25日
- 本尼·比尼恩（Benny Binion），85歲，美國職業罪犯，建立非法賭博業務，心力衰竭。[126]
- 埃列娜·齐奥塞斯库，73歲，羅馬尼亞共產主義政治家，羅馬尼亞副總理，尼古拉·齊奧塞斯庫的妻子，被行刑隊處決。[127]
- 尼古拉·齐奥塞斯库，71歲，羅馬尼亞共產主義政治家和羅馬尼亞獨裁總統（1974-1989），被行刑隊處決。[128]
- Gus Dahlström，83歲，瑞典演員。
- 貝蒂·加德，84歲，美國舞臺、廣播、電影和電視女演員。[129]
- Türkan Hanımsultan，70歲，奧斯曼公主和化學工程師，Enver Pasha的女兒。
- 喬治·霍奇基斯，83歲，美國NBL籃球教練。[130]
- 弗雷德里克·F·豪瑟，85歲，85歲，美國政治家和法官。
- 馬薩德·卡西斯，71歲，以色列阿拉伯政治家。
- 約瑟夫·利文斯頓，84歲，84歲，美國商業記者和專欄作家。
- 讓-艾蒂安·瑪麗，72歲，法國作曲家。[131]
- 比利·馬丁，61歲，美國棒球運動員和經理，交通事故。[132]
- 里卡尔多·莫兰迪，87歲，義大利橋樑設計師。[133]
- 羅伯特·皮羅什，79歲，美國編劇和導演。[134]
- 沃利·里斯，65歲，美國奧運游泳運動員（1948年）。[135]
- 多梅尼科·斯卡拉，86歲，義大利電影攝影師。
- A. J. Seymour，75歲，圭亞那詩人。[136]

### 26日
- 倫諾克斯·伯克利，86歲，英國作曲家。[137]
- 道格·哈威，65歲，加拿大冰球運動員，肝硬化。[138]
- 石川光陽，85歲，日本攝影師。
- 保羅·詹寧斯（Paul Jennings），71歲，英國作家。[139]
- 羅伊·喬伊納（Roy Joiner），83歲，美國職業棒球大聯盟球員。[140]
- 約爾根·萊曼（Jörgen Lehmann），91歲，丹麥-瑞典醫生和化學家。[141]
- 詹姆斯·J·曼德里諾，57歲，美國政治家，心臟病發作。[142]
- K. Shankar Pillai，87歲，印度漫畫家。
- 西比爾·沙遜（Sybil Sassoon），95歲，英國貴族和社交名媛，第二次世界大戰期間皇家海軍女子服務隊（WRNS）的首席參謀。[143]
- 瑪麗恩·皮爾森（Maryon Pearson），88歲，加拿大總理萊斯特·皮爾森（Lester B. Pearson）的妻子。
- 莫漢·辛格，80歲，印度將軍和政治家，癌症。[144]
- 佩吉·索普-貝茨，75歲，英國舞臺、銀幕和電視女演員。
- 肖恩·沃爾什，64歲，愛爾蘭政治家。

### 27日
- 罗德内·阿里斯门迪（Rodney Arismendi），76歲，烏拉圭政治家和政治作家。[145]
- 庫爾特·鮑姆（Kurt Baum），89歲，奧匈帝國出生的美國歌手。[146]
- 莫裡斯·鄧克利（Maurice Dunkley），75歲，英國足球運動員。[147]
- 芬利·哈特（Finlay Hart），87-88歲，蘇格蘭共產主義政治家。
- 吉恩·詹森（Gene Johnson），87歲，美式橄欖球和籃球教練。
- 達達·阿米爾·海德爾·汗（Dada Amir Haider Khan），89歲，巴基斯坦共產主義活動家。
- 傑拉德·瑪律斯（Gerard Maarse），60歲，荷蘭速度滑冰運動員和兩屆奧運選手。[148]
- Arthur Rhames，32歲，美國吉他手、男高音薩克斯管演奏家和鋼琴家，愛滋病患者。[149]
- 約翰·蒙特斯·羅伯遜（John Monteath Robertson），89歲，蘇格蘭化學家和晶體學家。
- 羅恩·烏爾默（Ron Ulmer），76歲，紐西蘭場地自行車運動員和全國冠軍。
- 喬治·威廉·魏德勒（George William Weidler），63歲，美國薩克斯管演奏家和詞曲作者，多麗絲·戴（Doris Day）的丈夫。

### 28日
- 所羅門·伯恩鮑姆（Solomon Birnbaum），98歲，奧匈帝國、英國和加拿大意第緒語語言學和希伯來古文字學專家。[150]
- 馬林·齊奧塞斯庫，73歲，羅馬尼亞經濟學家和外交官，尼古拉·齊奧塞斯庫的兄弟，上吊自殺。
- 布萊恩·科伯恩（Brian Coburn），53歲，英國演員，將自己描繪成蘇格蘭人。
- Karl Humenberger，83歲，奧地利足球運動員和經理。[151]
- 帕維爾·庫羅奇金（Pavel Kurochkin），89歲，蘇聯陸軍上將。
- 里卡多·洛佩斯·門德斯（Ricardo LópezMéndez），86歲，墨西哥詩人和作詞家。
- 赫尔曼·奥伯特（Hermann Oberth），95歲，奧匈帝國出生的德國物理學家和火箭先驅。[152]
- 威廉·斯科特（William Scott），76歲，北愛爾蘭抽象畫家。[153]

### 29日
- 阿德里安·阿爾伯特（Adrien Albert），82歲，澳大利亞藥物化學家。[154]
- Süreyya Ağaoğlu，86歲，亞塞拜然出生的土耳其作家和律師，腦溢血。
- 斯科特·伯頓（Scott Burton），50歲，美國雕塑家，愛滋病患者。[155]
- 萨曼·皮亚西里·费尔南多（Saman Piyasiri Fernando），31歲，斯里蘭卡政治家，被謀殺。[156]
- 井上浩（Hiroshi Inoue），57歲，日本植物學家，癌症。
- Marion Keisker，72歲，美國唱片製作人，第一人錄製貓王。[157]
- 薩沙·韋奇托莫夫（生於亞歷山大·韋奇托莫夫），59歲，捷克斯洛伐克大提琴家，自殺。
- Ive Šubic，67歲，南斯拉夫畫家、平面藝術家和插畫家。

### 30日
- 斯滕·阿貝爾（Sten Abel），90歲，挪威水手和奧運獎牌得主。[158]
- 查理斯·H·布洛瑟（Charles H. Blosser），美國人，布洛瑟市機場就是以他的名字命名的
- Øyvind Anker，85歲，挪威圖書管理員。[159]
- 奧古斯托·德爾·諾斯，79歲，義大利哲學家和政治思想家。[160]
- 艾蒂安·勒魯（Etienne Leroux），67歲，南非作家。[161]
- 埃絲特·麥考伊（Esther McCoy），85歲，美國建築歷史學家和作家。[162]
- 宫崎康二，73歲，日本奧運游泳運動員。[163]
- 中野文照，74歲，日本網球運動員。
- 瑪多琳·湯瑪斯，99歲，威爾士女演員。

### 31日
- 克裡斯蒂亞·阿代爾，96歲，美國婦女參政論者和民權活動家。
- Lilly Daché，97歲，法裔美國帽子製造商。[164]
- 喬治·德·布爾吉尼翁，79歲，比利時奧運會擊劍運動員（1948年）。[165]
- 克拉倫斯·哈瑪律，90歲，瑞典奧運帆船運動員（1924年，1928年）。[166]
- 伊格內修斯·基拉格，48歲，巴布亞新幾內亞政治家，總督（自1989年起）。[167]
- 温德尔·莫特利（Wendell Mosley），57歲，美式橄欖球運動員和教練。[168]
- 本特·羅特（Bendt Rothe），68歲，丹麥演員。[169]
- 格哈特·施罗德（Gerhard Schröder），79歲，西德政治家。[170]